# 利业街道
利业街道，原为利业镇，是中华人民共和国黑龙江省哈尔滨市呼兰区下辖的一个乡镇级行政单位。
2014年2月27日，黑龙江省民政厅批复同意将呼兰区利民街道办事处所辖的裕田村、利民村、治水村，学院路街道办事处所辖的裕强村、裕华村、裕发村，松北区乐业镇所辖的玉乡村、玉林村设为利业镇，隶属呼兰区管辖，利业镇人民政府驻裕田村。
2018年撤镇设街道。区划代码改为 230111017。

## 行政区划
利业镇下辖以下地区：
治水社区、裕华社区、溪树庭院社区、国粹园社区、双水岸社区、治水村、裕发村、裕华村和玉林村。